# Günther Ortmann
Günther Ortmann (Lauban, 1916. november 30. – 2002. január 10.) olimpiai- és világbajnok német kézilabdázó, atléta, újságíró, katonatiszt, rendőr.
Részt vett az 1936. évi nyári olimpiai játékokon, amit Berlinben rendeztek. A kézilabdatornán játszott, amit a német válogatott meg is nyert. A csapat veretlenül lett bajnok és mindenkit nagy arányban győztek le.
Az 1938-as férfi kézilabda-világbajnokságon, amit szintén Németországban rendeztek meg, világbajnok lett valamint az 1938-as férfi szabadtéri kézilabda-világbajnokságot is Németország rendezte meg és ezt a tornát is megnyerték.
A második világháborúban sérült meg a keleti fronton. Rendfokozata százados volt. A háború után sportújságíró, edző és sporttisztviselő is volt de a fő civil foglalkozása rendőr volt.